# Liquen esclerós

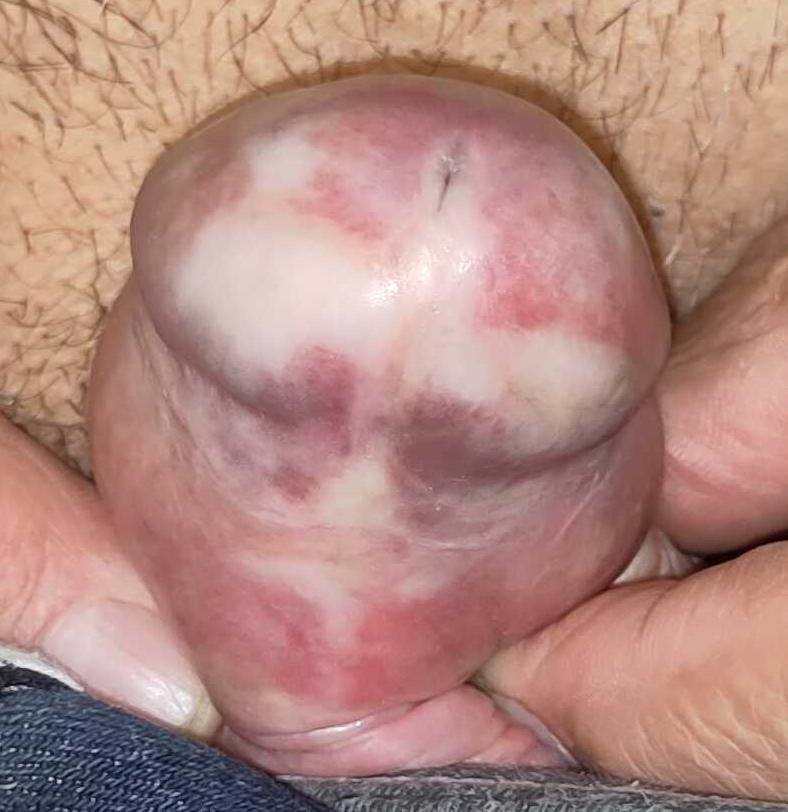
Balanitis xeròtica obliterant. Home de 70 anys.

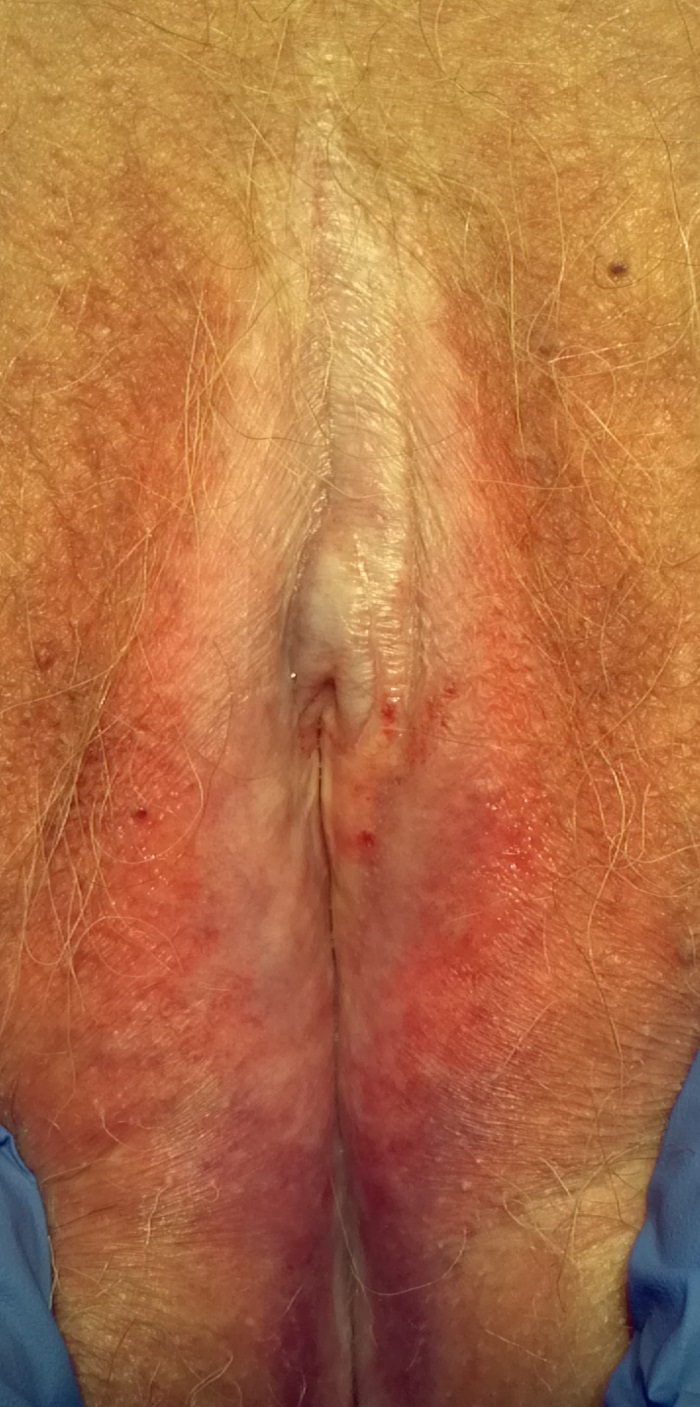
Liquen esclerós a la vulva, dona de 82 anys.

El liquen esclerós (LE, a vegades com a liquen esclerós i atròfic) és una malaltia crònica i inflamatòria de la pell de causa desconeguda que pot afectar qualsevol part del cos de qualsevol persona, però té una forta preferència pels genitals (penis, vulva) i també es coneix com a balanitis xeròtica obliterant (BXO) quan afecta el penis. El liquen esclerós no és contagiós. Hi ha un augment ben documentat del risc de càncer de pell en LS, potencialment millorable amb el tractament. El LE en dones adultes és normalment incurable, però millorable amb el tractament, i sovint empitjora progressivament si no es tracta adequadament. La majoria dels homes amb malaltia lleu o intermèdia restringida al prepuci o al gland es poden curar amb tractament mèdic o quirúrgic.

## Tractament
No hi ha cap cura definitiva per a l'LE. El canvi de comportament forma part del tractament. El pacient hauria de minimitzar o preferiblement deixar de rascar-se la pell afectada per l'LE. Qualsevol rascada, estrès o dany a la pell pot empitjorar la malaltia. S'ha teoritzat que el rascat augmenta els riscos de càncer. A més, el pacient ha de portar roba còmoda i evitar roba ajustada, ja que és un factor important en la gravetat dels símptomes en alguns casos.
Els glucocorticoides aplicats tòpicament a la pell afectada per l'LE són el tractament de primera línia en dones i homes, amb una forta evidència que demostra que són "segurs i efectius" quan s'apliquen adequadament, fins i tot durant llargs cursos de tractament, rarament causen efectes adversos greus. efectes.